# 일본국 헌법 제12조
일본국 헌법 제12조(일본어: 日本国憲法第12条)은 일본국 헌법 제3장 "국민의 권리와 의무"의 조문 중 하나이다. 자유권 및 인권을 유지할 의무, 그 남용의 금지에 대해 규정하고 있으며, 제11조, 제13조와 함께 인권 보장의 기본 원칙을 규정하고 있다.

## 조문
일본국 헌법 제12조
이 헌법이 국민에게 보장하는 자유 및 권리는 국민의 부단한 노력에 의해 이를 유지해야 한다. 또한 국민은 이를 남용하여서는 아니 되며, 항상 공공의 복지를 위하여 이를 이용할 책임을 진다.

## 해설
인류의 역사적 추리와 결론으로 이끌어 내어진 그 성격과 유지에 필요한 국민의 책무를 규정하고 있어 국민의 윤리적 지침을 나타낸다. 즉, "권리나 자유는 주장하고 행사하지 않으면 사라진다"는 것이며, 국민 스스로 정부로부터 방어해야 하며 권리를 행사하는 경우에는 공공의 복지, 즉 자신을 포함한 제삼자의 이익에도 부합되어야 한다고 규정하였다.
여기서 "공공의 복지"의 의미에 대해서는 학계의 해석이 엇갈리고 있다. 당초에는 인권의 범위 밖에 있는 사회 전체의 이익을 가리킨다고 여겼으나(일원적 외재 제약설), 이 조항을 보면 공공의 복지를 위해서라면 어떠한 인권도 제약할 수 있다고 해석될 여지가 있기 때문에, "공공의 복지"를 "인권 상호의 모순을 조정하기 위해서 인정되는 실질적 형평의 원리"로 여기게 되었다(일원적 내재 제약설).
그러나 인권 상호의 조정 원리에 한정하기에는 그 범위가 너무 좁다는 하세베 야스오 등의 법학자들의 비판 의견이 제기되어, 현재는 여러 학설에 대해 정신적 자유(정치적 자유를 포함) 면에서는 내재 제약적 해석을 적용하여 정부의 개입을 일체 인정하지 않으며, 경제적 자유 면에서는 외재 제약적 해석을 적용하여 "공공의 복지"에 국가적 이익과 사회적 이익을 포함해 해석하는 추세에 있다.